# رودريجو كوتا
رودريجو كوتا (بالإسبانية: Rodrigo Cota)‏ كاتب إسباني ينتمي للقرن الخامس عشر،ولد في فترة ما بين عامي 1430 و1440. وتوفي قرابة عام 1505. وتوارد عنه فقط معلومات قليلة جدا عن حياته، عدا كونه من طليطلة وأنه كان يهوديا متحولا. وهو ابن ألونسو كوتا، الذي عمل كمحصلا للإيجارات الملكية في طليطلة، والذي أدى نشاطه إلى ثورة تمرد ضد التحول الديني لبيدرو سارمينتو عام 1449. وتأتي قصائد ميجو ريبولجو من ضمن أعماله.